# Héhalom
Héhalom (szlovákul: Híhalom, Íhalom) község Nógrád vármegyében, a Pásztói járásban.

## Fekvése
A vármegye déli részén fekszik, a fővárostól mintegy 60 kilométerre, Aszódtól és Pásztótól egyaránt 20-20 kilométerre. Környező települések még: Szirák és Egyházasdengeleg északnyugatra, Palotás északkeletre, Erdőtarcsa délkeletre és Nagykökényes délnyugatra.

### Megközelítése
Főutcája az Aszódtól Szarvasgedéig húzódó 2109-es út, amelyből itt ágazik ki, a 18+200-as kilométerszelvénye közelében a Szirákra vezető 21 151-es számú mellékút (utóbbi a két község között félúton található Egyházasdengeleg egyetlen megközelítési útvonala). Keleti határszélét érinti még a 2132-es út is.
Műszaki érdekessége még a település úthálózatának az a régi kőhíd, amely eredetileg a 2109-es út részét képezte, annak 16+500-as kilométerszelvénye közelében; jelenleg közútként a 21 156-os útszámmal számozódik, de valójában közlekedési szerepet régóta nem is tölt már be; ma Héhalom értékes, műemlék látnivalója.

## Története
Héhalom nevét a 13–14. században említették először az oklevelekben Hywhalom alakban írva.

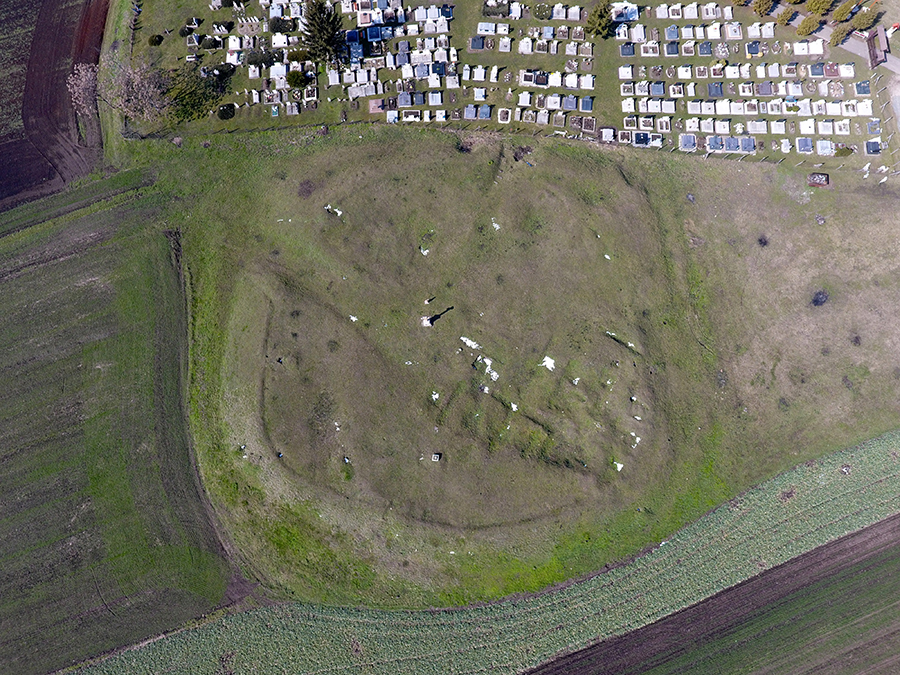
Héhalom - légi fotó

Egy 1439-es oklevél szerint akkoriban, Báthory István birtokaként a bujáki vár tartozéka volt, később vámhelyként működött. Az 1500-as évek közepétől a török területekhez tartozott, sokáig Arpalék Hasszán aga kezén volt.
1598-ban Nádasdy Ferenc volt a földesura, de 1633–1634 között ismét a törököké lett, a váci nahije községei között sorolták fel, de csak egy adóköteles házzal. Az 1600-as évek végére elnéptelenedett, az ezután megjelenő népességről nem tudjuk, hogy az „őslakosok” költöztek-e vissza, vagy más vidékről vándoroltak ide emberek. Az adózási listákon szereplő nevekből arra lehet következtetni, hogy a lakosság teljesen kicserélődött. 
Több „tulajdonosváltás” után 1770-től 1848-ig az Esterházy család tagjai közül kerültek ki a település földesurai. 1832-ben Esterházy Miklós támogatásával építették fel a falu új templomát. A lakosság máig jórészt római katolikus vallású. A századforduló környékén a falu határában fekvő földek a Schossberger család tulajdonában voltak. A 20. század elején Nógrád vármegye Sziráki járásához tartozott.
1910-ben 1259 lakosából 1257 magyar volt. Ebből 1216 római katolikus, 22 evangélikus, 21 izraelita volt. 2001-ben a település lakosságának 94%-a magyar, 6%-a cigány nemzetiségűnek vallotta magát.
A község az 1950-es megyerendezésig a Sziráki járáshoz tartozott, ekkor annak többi községével együtt az újonnan alakuló pásztói járáshoz csatolták. 1950-től 1970-ig a községnek önálló tanácsa volt, ezután 1970. július 1-jén a környező településekkel, Palotással, Kisbágyonnal és Szarvasgedével közös tanács társközsége lett, a közös tanács székhelye Palotáson volt. 1981. december 31-étől Palotás és Héhalom Palotáshalom néven egyesült, de 1990-ben az egyesítés megszűnt, és ekkor ismét önálló tanácsot is alakítottak Héhalomban. A rendszerváltás után községi önkormányzat alakult. 2008-2009-es tanévtől az egyházasdengelegi felső tagozatosok is a héhalmi iskolában tanulnak.

## Közélete

### Polgármesterei
- 1990–1994: Szilágyi Albert (független)[6]
- 1994–1998: Szilágyi Albert (független)[7]
- 1998–2002: Szilágyi Albert (független)[8]
- 2002–2006: Szilágyi Albert (független)[9]
- 2006–2010: Szilágyi Albert (független)[10]
- 2010–2014: Szilágyi Albert (független)[11]
- 2014–2019: Bakos József (független)[12]
- 2019–2024: Bakos József (független)[13]
- 2024– : Bakos József (független)[1]

## Településszerkezet
Az Öregfalu utcaszerkezete a domborzatot követően organikus fejlődött ki, egyes elemei máig a középkori falu arculatát őrzik. Az utcára merőleges szalagtelkeken a legtöbb épületet a telek oldalhatárára építették. Az Újtelep utcaszerkezete ettől markánsan különböző, hálózatos.

## Testvértelepülések
- Szlovákia, Ipolyság
- Ukrajna,Tiszacsoma
- Románia,Székelyhíd (2019.08.18-tól)

## Természeti viszonyok

### Domborzat, vízrajz
Héhalom a Cserhátalja kistáj közepén, Nógrád vármegye déli részén található, Budapesttől mintegy 60 km-re. A kistáj közepes, illetve alacsony dombság, a Cserhát hegylábfelszínének része. A falu tengerszint feletti átlagos magassága 140 méter. A település legmagasabb pontja (180,5 m) a falu fölötti Templom-domb, ami tulajdonképpen mesterséges építmény, egy bronzkori tell.
A környék felszínét északnyugat-délkelet irányú völgyek tagolják. A falun átfolyik a Bujáki-patak, a Bér-patak és a Tarcsai-patak; legszabdaltabb domborzatú része az Ebhát- és a Csapás-dűlőktől északnyugatra eső meredekebb partoldal, a Bujáki-patak bal partja.

### Földtan
A dombokon a pleisztocén lejtőüledékek alatt késő miocén agyagmárga, agyag települ.

### Éghajlat
Az őszi-téli ködképződés miatt viszonylag keveset süt a nap (1850–1900 napsütéses óra óra/év). A csapadék is viszonylag kevés (évi átlag 560–600 mm). A szél többnyire a völgyekben, azok irányát követve (északnyugatról délkeletnek) fúj.

### Élővilág
A dombok klímazonális erdőtársulása a cseres–tölgyes, a völgytalpakon gyertyános–tölgyesekkel, a patakokat kísérő ligeterdőkben fűzligetek kel és égerligetekkel. Az egykori őshonos növényzetre ma már csak a Kecskés-berek, Hollós-berek elnevezések emlékeztetnek, ugyanis a 19. században a természetes növénytársulások lényegében eltűntek a település határából, ami ma csaknem teljesen kultúrtáj.
Az ember tájátalakító tevékenységének eredményei kisebbrészt az akácosok, a fenyves és az erdei fenyves, nagyobbrészt az erdők helyét elfoglaló szántók. A község határából:
- szántó – 73%,
- rét, gyep – 12%,
- erdő – 9%,
- szőlő (zártkertekben) kevés.

## Népesség
A település népességének változása:
| Lakosok száma | 967  | 1001 | 987  | 987  | 975  | 955  | 936  |
|               | 2013 | 2014 | 2015 | 2021 | 2022 | 2023 | 2024 |

A 2011-es népszámlálás során a lakosok 89,1%-a magyarnak, 8,3% cigánynak, 0,2% németnek mondta magát (10,9% nem nyilatkozott; a kettős identitások miatt a végösszeg nagyobb lehet 100%-nál). A vallási megoszlás a következő volt: római katolikus 73,3%, református 2,2%, evangélikus 2,4%, felekezeten kívüli 4,3% (17,2% nem nyilatkozott).
2022-ben a lakosság 91,8%-a vallotta magát magyarnak, 2,3% cigánynak, 0,4% románnak, 0,2% bolgárnak, 0,1-0,1% szlováknak és horvátnak, 1,2% egyéb, nem hazai nemzetiségűnek (8,2% nem nyilatkozott; a kettős identitások miatt a végösszeg nagyobb lehet 100%-nál). Vallásuk szerint 52,1% volt római katolikus, 2,2% evangélikus, 1,5% református, 0,3% görög katolikus, 0,5% egyéb keresztény, 0,9% egyéb katolikus, 3,9% felekezeten kívüli (38,6% nem válaszolt).

## Nevezetességei
- Háromlyukú kőhíd (külterület, hrsz. 076/2). 1833-ban épült a 40 méter hosszú 7 méter széles kőhíd a falu határában a Bér-patak felett. A pillérek és a hídkorlát fedlapjai vörös homokkőből készültek. Legutóbb 1930-ban újították fel, 1962 óta műemlék. Ma már nincs forgalom rajta, északi oldalán a 2109-es út számára vasbeton hidat építettek 1975-ben.

Boltozatai 7,4, 9,20 és 7,4 méteresek, kevéssel térnek el a 4-5-4 öles méretezéstől (a pontos ölméret 7,59, illetve 9,48 méter lenne). Valószínűsítik, hogy a pilléreket építés közben „vették vastagabbra”. A híd teljes hossza a hídfallal szöget bezáró szárnyfalakkal együtt 39,4 méter, pályaszélessége 6,6 méter. Mindkét oldalán faragott kőtömbökkel lezárt mellvédet emeltek a szárnyfalak csatlakozásánál félköríves kerékvezetőkkel. A mellvéd legmagasabb pontja a patak tengelyvonalában van, innen az útpálya és a mellvédek is enyhe lejtéssel hozzák összhangba a híd nyílásainak méretkülönbségét. A fedkövek igen nagyok: szélességük 63, magasságuk 35 cm. Később, még a 19. században a mederpillérek mindkét oldalára 1,2 méterre kiugró jégtörőt is építettek, ezek közül az északnyugati (4.) jégtörő 1975-ben megsemmisült. A falazati kőanyag, a mészkő szürkeségét kellemesen váltja a pillérvégek piros színű homokköve. A középső boltozat alatt a patak medrében 4 faoszlop csonkja látszik, ezek valószínűleg az építési vagy javítási állvány maradványai, de nem kizárt, hogy még a régi fahíd tartóoszlopai voltak.
- A polgármesteri hivatal eredetileg a falu vasútállomásának épült a tervezett Hatvan–Balassagyarmat vasútvonalon, de végül változtak a vonalvezetési tervek: Hatvan helyett Aszódról indul a vonal, és messze elkerüli a falut. Az épület a köznyelvben Bagolyvár néven él.
- A klasszicizáló, késő barokk római katolikus templom a falu központjában áll (Hősök tere 1., hrsz: 451.)